# Heinrich Bircher (Mediziner)

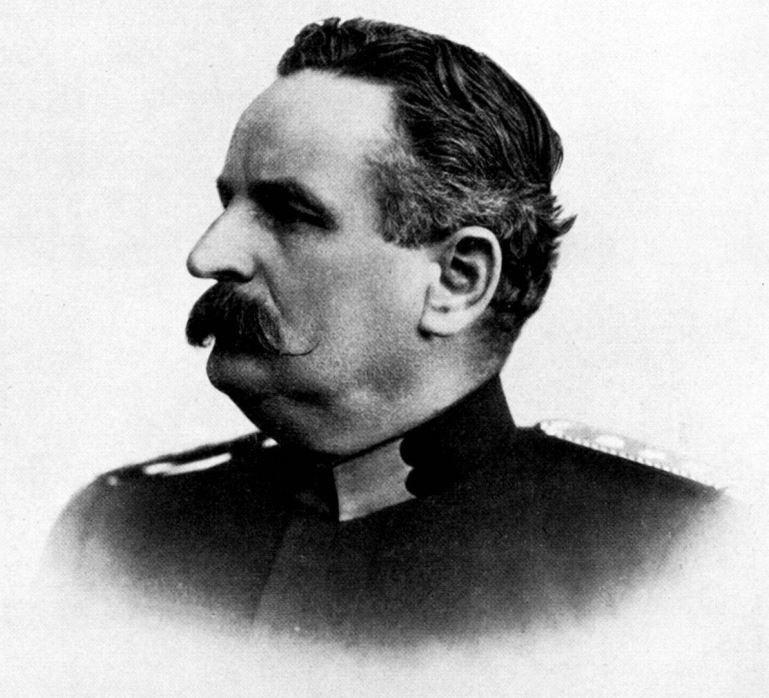
Heinrich Bircher, vor 1901

Heinrich Bircher (* 6. April 1850 in Küttigen; † 2. Juni 1923 in Aarau) war ein Schweizer Chirurg, Offizier und Schriftsteller.

## Leben
Heinrich Bircher wurde als Sohn des Dorflehrers, Pestalozzi-Schülers und Organisten Johann Bircher und der Marie, Tochter des Altammanns Wehrli-Krus, im Juradorf Küttigen geboren. Sein Vater starb bereits 1852 an Pocken. Seine Mutter erhielt von der Gemeinde als Pension die Salzauswägestelle («Salzfrau») zugesprochen.
Mit fünf Jahren besuchte er die Dorfschule in Küttigen und später die Kantonsschule Aarau, die ihm sein Grossvater empfohlen hatte. Dort hatten Gustav Uhlig und Friedrich Mühlberg, die ab 1866 in Aarau lehrten, einen grossen Einfluss auf ihn. Wegen Differenzen mit Lehrern verliess er Aarau und schloss die Fremden-Matur in Zürich ab. Er studierte Medizin an den Universitäten Zürich, Heidelberg und Bern, unter anderen bei Edwin Klebs, August Breisky, Vincenz Czerny und Albert Lücke. Nach sieben Semestern, kaum zwanzig Jahre alt, bestand er das Staatsexamen im Sommer 1870. In Bern gehörte er der Studentenverbindung Helvetia an.
Als der Deutsch-Französische Krieg ausbrach, wandte sich der junge Arzt an die deutsche Sanität und machte den Anfang des Krieges (Schlacht bei Wörth) mit. Er begleitete 1870 Edwin Klebs und konnte in den deutschen Lazaretten kriegschirurgische Erfahrungen machen.
1872 eröffnete er eine Praxis in Aarau. 1878 promovierte er an der Universität Bern mit der Dissertation Beitrag zur operativen Behandlung der Ohreneiterungen. Von 1885 bis 1887 war er Aargauer Grossrat. Von 1887 bis 1917 war er erster Chefarzt der Chirurgie und Direktor der kantonalen Krankenanstalt in Aarau. Er war massgeblich an ihrer Gründung und am Ausbau beteiligt. Im Militär war er Oberst der Sanität und Korpsarzt des 2. Armeekorps.
Er verfasste zahlreiche wissenschaftliche Publikationen zur Chirurgie, Kropfforschung, Demografie, Gesundheits- und Militärpolitik, Organisation und Ausbildung der Sanitätstruppen sowie zur Kriegsgeschichte.
1876 heiratete er Berta Vogel, Tochter des Fabrikanten Rudolf, und 1881 in zweiter Ehe Anna Schatzmann, Tochter des Kaufmanns Heinrich Schatzmann. Der ersten Ehe entsprossen ein Sohn und eine Tochter und der zweiten der Sohn Eugen.
Sohn Eugen wurde sein Nachfolger als chirurgischer Chefarzt und als Direktor am Kantonsspital Aarau.

## Wirken
Bircher setzte die Tradition seiner Vorfahren fort, auch der frühe Tod seines Vaters an den Pocken dürfte seine Berufswahl beeinflusst haben und machte ihn zeitlebens zu einem Verfechter der Impfung. Im Auftrag des Kantons Bern impfte er die Bevölkerung im Berner Jura gegen die 1871 von der Bourbaki-Armee in die Schweiz eingeschleppten Pocken.
Seine Begegnungen mit den Heidelberger Professoren Robert Wilhelm Bunsen und Gustav Robert Kirchhoff in den deutschen Lazaretten der 1870er Jahre haben ihn bewogen, sich intensiv mit der Kriegschirurgie zu befassen.
In Aarau wurde seine Praxis immer grösser und umfasste auch die umliegenden Dörfer, wo er seine Patienten Tag und Nacht mit zwei Araberpferden besuchte. Um Operationen durchführen zu können, erhielt er von der Stadt Räume im städtischen Armen- und Altersasyl, dem ehemaligen Kloster der Schäniser Schwestern. In seiner Dissertation beschrieb er eigene Fälle über die Otitis media und die Operation zur Eröffnung des Warzenfortsatzes (Mastoidektomie) wie sie von Tröltsch, Schwarz und Petzold 1861 in Deutschland ausgeführt worden war. Es war die erste Operation dieser Art, die in der Schweiz ausgeführt wurde. 1886 beschrieb er seine Methode, durch Einlage kurzer Elfenbeinzapfen in die Markhöhle der Röhrenknochen eine sichere Retention von instabilen Frakturen zu gewährleisten.
Das sogenannte Kantonsspital war bis anhin in den alten Räumlichkeiten des Klosters Königsfelden untergebracht, das sich schlecht dafür eignete. Bircher verfocht im Grossen Rat die Meinung, dass der Staat bei der Organisation der Krankenpflege für alle Kantonsteile gleichzeitig zu sorgen habe, mit Bezirksspitälern (Baden, Freiamt, Fricktal und Zofingen) und einer zentralen Krankenanstalt in Aarau. Am 22. März 1882 beschloss der Grosse Rat den Bau einer neuen Krankenanstalt.
In zahlreichen militärischen Kursen der Sanität der Schweizer Armee hatte er Unterricht erteilt und Anregungen zu Neuerungen gebracht, so besonders zur 4. Revision der Genfer Konvention. Für das Kriegs- und Friedensmuseum in Luzern erstellte er sämtliche Reliefs und die meisten Karten sowie einen historischen Atlas.

## Schriften
- Das Schwefelbergbad und seine therapeutischen Indicationen. Verlag Sauerländer, Aarau 1872.
- Beitrag zur operativen Behandlung der Ohreneiterungen. Dissertation med. Universität Bern 1878, Verlag Sauerländer, Aarau 1878.
- Die Organisation der öffentlichen Krankenpflege im Kanton Aargau. Verlag K. Stierli, Aarau 1881.
- Die malignen Tumoren der Schilddrüse. Verlag Breitkopf und Härtel, Leipzig 1882.
- Der endemische Kropf und seine Beziehungen zur Taubstummheit und zum Cretinismus. Verlag Benno Schwabe, Basel 1883.
- Die Organisation der öffentlichen Armenpflege. Verlag A. Schüler, Biel 1884.
- Die Armeeorganisation und Militärkreiseinteilung der schweizerischen Eidgenossenschaft auf Grundlage der Tauglichkeitsziffern. Verlag Sauerländer, Aarau 1886.
- Die Rekrutierung und Ausmusterung der schweizerischen Armee. Verlag Sauerländer, Aarau 1886.
- Handbuch der Kriegsheilkunde für die schweizerischen Sanitätsofficiere. Verlag Benno Schwabe, Basel 1888.
- Der Feldzug Julius Cäsars gegen die Helvetier im Lichte der Kritik. Huber Verlag, Frauenfeld 1890.
- Das Myxödem und die cretinische Degeneration. Verlag Breitkopf und Härtel, Leipzig 1890.
- Die Revision der Genfer-Konvention. Verlag Sauerländer, Aarau 1893.
- Fortfall und Änderung der Schilddrüsenfunktion als Krankheitsursache: Myxoedem, Morbus Basedowii, Cretinismus. Verlag Bergmann, Wiesbaden 1896.
- Neue Untersuchungen über die Wirkung der Handfeuerwaffen. Verlag Sauerländer, Aarau 1896.
- Die Wirkung der Artilleriegeschosse. Verlag Sauerländer, Aarau 1899.
- Bibracte. Eine kriegsgeschichtliche Studie. Verlag Sauerländer, Aarau 1904.

## Anerkennung
- 1925 wurde er als Spitalgründer mit einer Bronzebüste des Zürcher Künstlers Otto Schilt geehrt. Die Büste steht auf einem Sockel aus Würenloser Muschelkalk im Garten des Kantonsspitals Aarau.[7]